# Municipio de Wetmore (Kansas)
El municipio de Wetmore (en inglés: Wetmore Township) es un municipio ubicado en el condado de Nemaha en el estado estadounidense de Kansas. En el año 2010 tenía una población de 508 habitantes y una densidad poblacional de 5,45 personas por km².

## Geografía
El municipio de Wetmore se encuentra ubicado en las coordenadas 39°36′37″N 95°50′8″O / 39.61028, -95.83556. Según la Oficina del Censo de los Estados Unidos, el municipio tiene una superficie total de 93,28 km², de la cual 92,89 km² corresponden a tierra firme y (0,41 %) 0,39 km² es agua.

## Demografía
Según el censo de 2010, había 508 personas residiendo en el municipio de Wetmore. La densidad de población era de 5,45 hab./km². De los 508 habitantes, el municipio de Wetmore estaba compuesto por el 95,87 % blancos, el 0,2 % eran afroamericanos, el 1,57 % eran amerindios, el 0,39 % eran asiáticos, el 0,79 % eran de otras etnias y el 1,18 % eran de una mezcla de etnias. Del total de la población el 2,56 % eran hispanos o latinos de cualquier origen.